# محمود حسابی
 محمود حسابی (۱۲۸۱–۱۳۷۱) فیزیک‌دان، سناتور و یکی از وزیران فرهنگ در زمان سلطنت پهلوی و پایه‌گذار فیزیک و مهندسی دانشگاهی در ایران بود. وی از سال ۱۳۳۰ تا ۱۳۳۱ وزیر فرهنگ ایران در کابینه محمد مصدق بود.

## زندگی

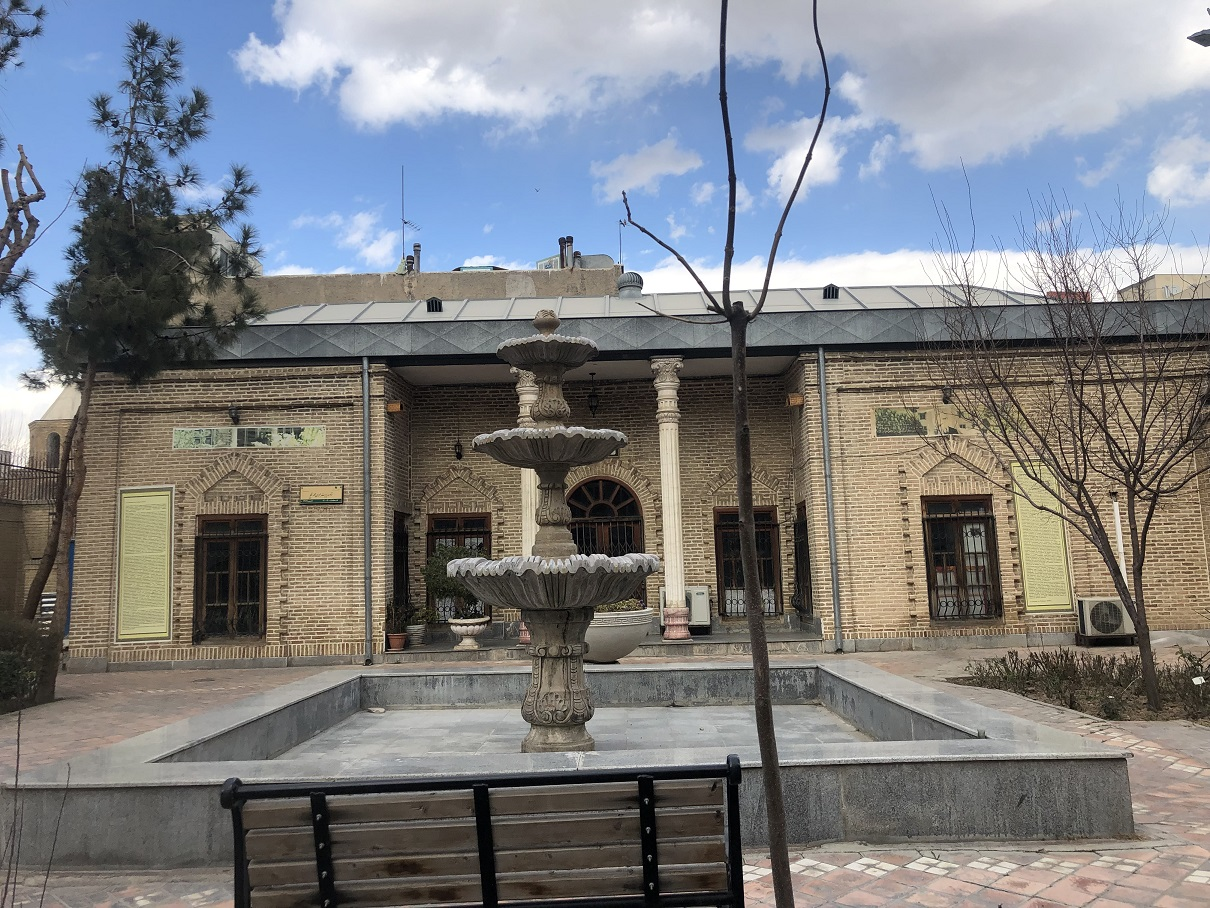
خانه پدری حسابی در بازارچه قوام الدوله در همسایگی کلیسای سورپ گئورگ

محمود حسابی در ۳ اسفند سال ۱۲۸۱ هجری خورشیدی (۱۳۲۱ ه‍.ق) در تهران، از پدر و مادر تفرشی زاده شد. پدرش سید عباس معزالسلطنه شغل دولتی داشت و از طرف وزارت امور خارجه به ماموریت‌هایی می‌رفت. پدربزرگش حاج میرزا علی حسابی (یمین‌الملک) در زمان احمد شاه قاجار در کابینه فرمانفرما وزیر مالیه بود. پس از سپری شدن چهار سال از دوران کودکی در تهران، به همراه خانواده عازم شامات گردیدند. در هفت سالگی تحصیلات ابتدایی خود را در بیروت، با تنگدستی و مرارت‌های دور از وطن در مدرسه کشیش‌های فرانسوی آغاز کرد. در همان زمان تعلیمات مذهبی و ادبیات فارسی را نزد مادر فداکار و متدین خود (خانم گوهرشاد حسابی) فرامی‌گرفت. او قرآن و دیوان حافظ را از حفظ می‌دانست. او همچنین بر کتب بوستان سعدی، گلستان سعدی، شاهنامه فردوسی، مثنوی مولوی و منشآت قائم مقام فراهانی اشراف کامل داشت. حسابی با شعر و موسیقی سنتی ایران و موسیقی کلاسیک غرب به خوبی آشنا بود. او در نواختن ویولن و پیانو مهارت داشت. وی در چند رشته ورزشی نیز موفقیت‌هایی کسب کرد، از جمله کسب مدرک نجات غریق در رشته شنا در دوران نوجوانی در بیروت.

## تحصیلات
شروع تحصیلات متوسطه او همزمان با آغاز جنگ جهانی اول و تعطیلی مدارس فرانسوی زبان بیروت بود. از این رو به مدت دو سال در منزل به تحصیل پرداخت. پس از آن در رشته مهندسی راه و ساختمان از دانشکده فرانسوی مهندسی در بیروت فارغ‌التحصیل شد. در آن دوران با اشتغال در نقشه‌کشی و راه‌سازی، به امرار معاش خانواده کمک می‌کرد.
حسابی در دانشگاه سوربن فرانسه، در رشتهٔ فیزیک به تحصیل و تحقیق پرداخت. در سال ۱۹۲۷ میلادی در ۲۵ سالگی دانشنامه دکتری فیزیک خود را، با ارائهٔ رساله‌ای تحت عنوان «حساسیت سلول‌های فتوالکتریک»، با درجه عالی دریافت نمود.
1. لیسانس مهندسی راه و ساختمان از دانشگاه فرانسوی بیروت (۱۳۰۱ ه‍.ش)
2. دکتری فیزیک از دانشگاه سوربن فرانسه (۱۳۰۵ ه‍.ش)
3. لیسانس مهندسی معدن
4. لیسانس ادبیات

## مناصب سیاسی

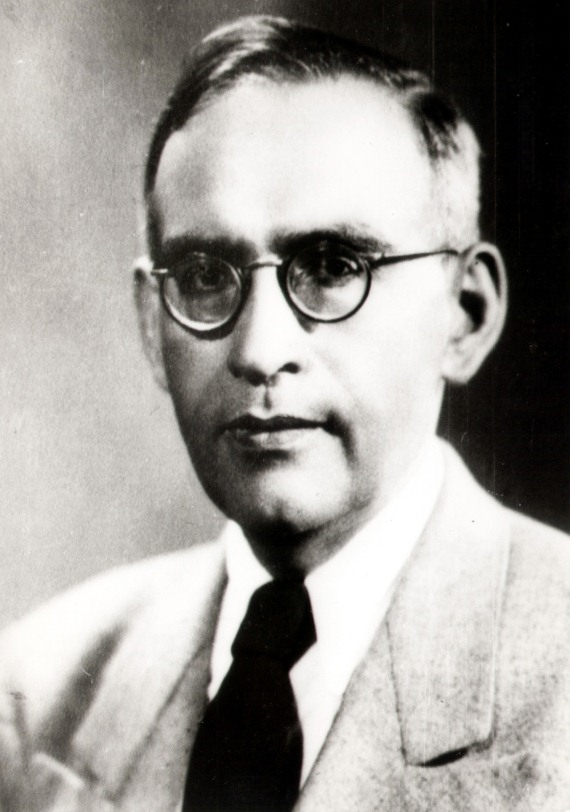

در زمان حکومت سلطنت پهلوی، حسابی یک سناتور انتصابیِ شهر تهران در دوره‌های اول، دوم و سوم مجلس سنای ایران بود. وی همچنین وزیر فرهنگ کابینه محمد مصدق در سال‌های ۱۹۵۱–۱۹۵۲ بود.

## فعالیت‌های شغلی و اجتماعی
حسابی با وجود امکان ادامه تحقیقات در خارج از کشور، به ایران بازگشت و به پایه‌گذاری علوم نوین و تأسیس دارالمعلمین و دانشسرای عالی، دانشکده‌های فنی و علوم دانشگاه تهران، نگارش ده‌ها کتاب و جزوه و راه‌اندازی و پایه‌گذاری فیزیک و مهندسی نوین پرداخت.

### اقدامات علمی و اجرائی
- اولین نقشه‌برداری فنی و تخصصی کشور (راه بندرلنگه به بوشهر)[۱۷][۱۸]
- پایه‌گذاری اولین مدارس عشایری کشور[۱۸][۱۹][۲۰]
- پایه‌گذاری دارالمعلمین عالی (دانشسرای عالی)[۲۱]
- ساخت اولین رادیو در کشور[۱۷][۲۱]
- راه‌اندازی اولین دستگاه رادیولوژی در ایران[۱۷][۲۲]
- محاسبه و تعیین ساعت رسمی ایران[۲۳]
- پایه‌گذاری اولین بیمارستان خصوصی در ایران، به نام بیمارستان گوهرشاد[۱۸]
- شرکت در پایه‌گذاری فرهنگستان ایران و ایجاد انجمن زبان فارسی[۱۸]
- تدوین اساسنامه طرح تأسیس دانشگاه تهران[۲۴]
- پایه‌گذاری دانشکده فنی دانشگاه تهران[۲۱]
- پایه‌گذاری دانشکده علوم دانشگاه تهران[۲۱]
- پایه‌گذاری مؤسسه ژئوفیزیک دانشگاه تهران[۱۷][۲۱]
- پایه‌گذاری مرکز تحقیقات اتمی دانشگاه تهران[۲۵]
- پایه‌گذاری سازمان انرژی اتمی ایران[۱۷][۲۱]
- پایه‌گذاری اولین رصدخانه نوین در ایران[۲۶]
- پایه‌گذاری مرکز مدرن تعقیب ماهواره‌ها در شیراز[۱۸][۲۱]
- مشارکت در پایه‌گذاری مرکز مخابرات اسدآباد همدان[۱۸]
- پایه‌گذاری کمیته پژوهشی فضای ایران[۲۶]
- ایجاد اولین ایستگاه هواشناسی کشور (در ساختمان دانشسرای عالی در نگارستان دانشگاه تهران)[۱۸][۲۴]
- تدوین اساس‌نامه و تأسیس مؤسسه ملی استاندارد[۱۸]
- تدوین آیین‌نامه کارخانجات نساجی کشور و رساله چگونگی حمایت دولت در رشد این صنعت[۲۶]
- پایه‌گذاری واحد تحقیقاتی صنعتی سعدایی (پژوهش و صنعت در الکترونیک، فیزیک، فیزیک اپتیک، هوش مصنوعی)[۲۶]
- راه‌اندازی اولین آسیاب آبی تولید برق (ژنراتور) در کشور[۲۶]
- ایجاد اولین کارگاه‌های تجربی در علوم کاربردی در ایران[۲۶]
- ایجاد اولین آزمایشگاه علوم پایه در کشور[۲۶]
- تأسیس واحد تحقیقاتی صنعتی سعدایی (۱۳۶۱)[۲۶]
- تشکیل و ریاست کمیته پژوهشی ایران (۱۳۶۰)[۲۷]
- مؤسس دبیرستان انرژی اتمی ایران (۱۳۶۹)[۲۸]

## جوایز و افتخارات

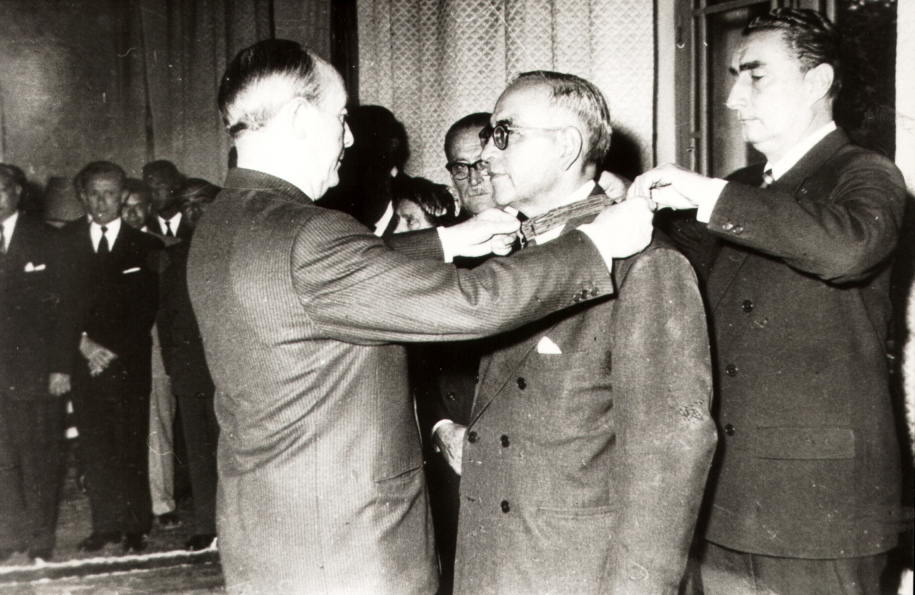
مراسم اهدای نشان لژیون دونور فرانسه

محمود حسابی به زبان‌های عربی، انگلیسی، فرانسوی و آلمانی تسلط کامل داشت. او در مطالعات و پژوهش‌های خود از زبان‌های سانسکریت، لاتین، پهلوی، یونانی، ایتالیایی، روسی و ترکی نیز استفاده کرده است. دکتر حسابی در سال ۱۳۴۹ عنوان «استاد برجسته دانشگاه تهران» را دریافت کرد. در سال ۱۳۶۶ در کنگره ۶۰ سال فیزیک ایران که به مناسبت بزرگداشت ایشان برگزار شد از خدمات وی به عنوان پدر فیزیک ایران قدردانی شد. محمود حسابی همچنین نشان لژیون دونور فرانسه را از کشور فرانسه دریافت کرد
- ۱۳۴۹ - دریافت عنوان «استاد برجسته دانشگاه تهران»[۲۹]
- ۱۳۶۵ - برگزاری کنفرانس سالانه فیزیک در ایران[۲۹]
- نشان لژیون دونور فرانسه[۲۹][۳۰][۳۱]

همچنین وزارت راه و شهرسازی یکی از کشتی‌های ناوگان ایران را به نام محمود حسابی نام گذاری کرده است.

## طرح تأسیس دانشگاه تهران
محمود حسابی در ۳۲ سالگی نخستین سرپرست دانشکده فنی دانشگاه تهران شد. محمدتقی توسلی استاد فیزیک دانشگاه تهران و یکی از شاگردان محمود حسابی در کتاب «زندگینامه علمی دکتر محمود حسابی» نقل می‌کند که در ابتدا محمود حسابی مخالف تأسیس دانشگاه بود ولی بعداً با استفاده از طرح‌های دانشگاه‌های فرانسه طرحی برای تأسیس یک دانشکده با پنج فاکولته نوشت و به علی‌اصغر حکمت داد. دکتر علی‌اصغر حکمت واژهٔ دانشکده را به دانشگاه و فاکولته را به دانشکده تغییر داد، و با گرفتن قول از محمود حسابی برای سرپرستی دانشکده فنی، طرح را به تصویب مجلس ملی رساند.
در مورد نقش محمود حسابی در تأسیس دانشگاه تهران عقاید مختلف و متفاوتی وجود دارد و برای نمونه علی اکبر سیاسی در کتاب خود با نام گزارش یک زندگی، طرح تأسیس دانشگاه تهران را توضیح می‌دهد و نقشی برای محمود حسابی قائل نشده است. ضیاء موحد در مصاحبه‌ای ادعای نقش محمود حسابی در تأسیس دانشگاه تهران را کذب محض می‌داند. ضیاء موحد می‌گوید: «دکتر حسابی مسلماً خدمتگزار فرهنگ ایران و انسانی ایران‌دوست بود و به‌عنوان یک سناتور، از امکاناتش برای پیش‌بردن علم فیزیک در ایران استفاده کرد. این‌ها مسجل است و ما از این بابت به دکتر حسابی احترام می‌گذاریم. ولی دکتر حسابی، برخلاف ادعای پسرش، نابغه نبود.»

## درگذشت

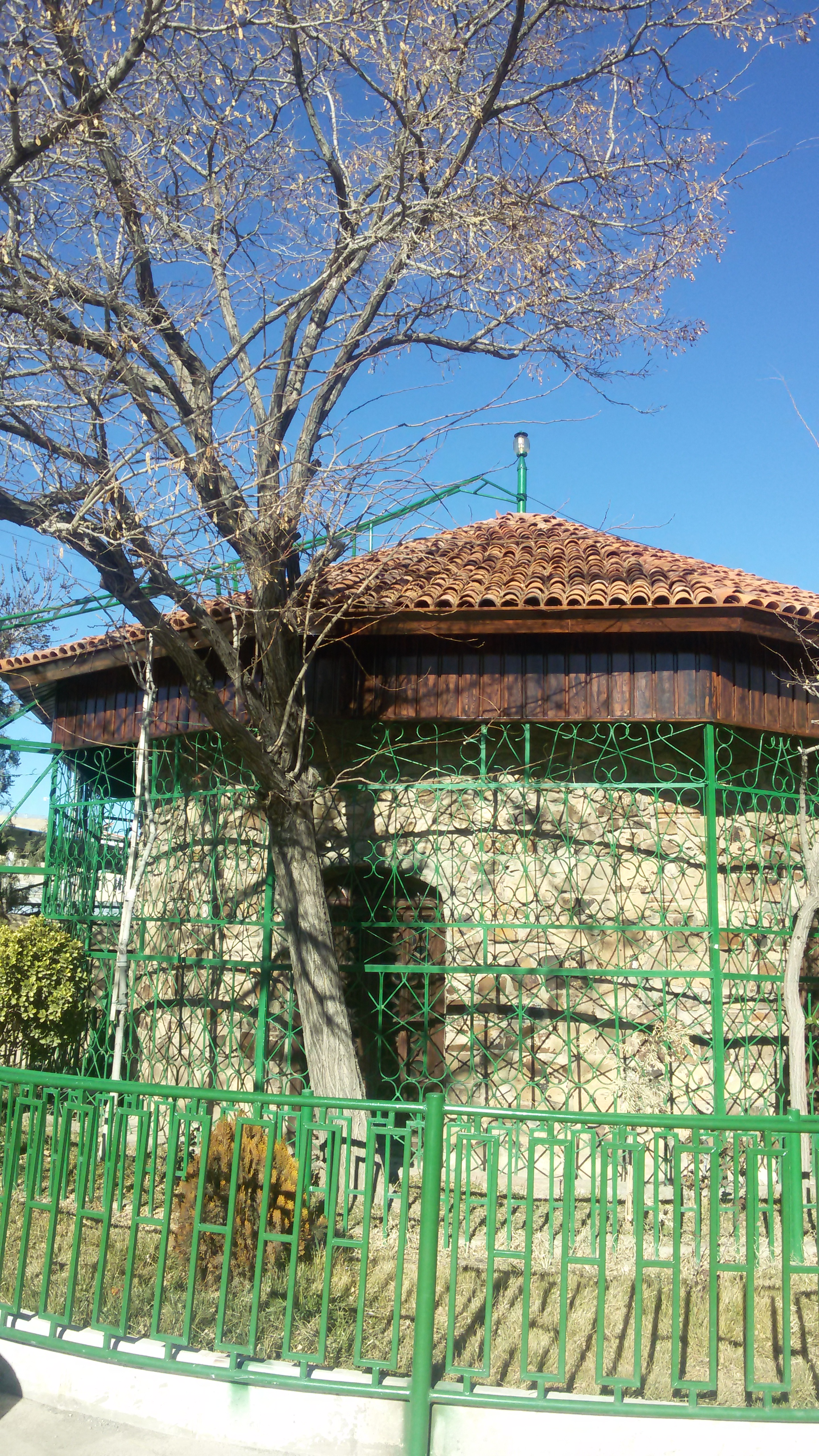
آرامگاه خانوادگی، تفرش

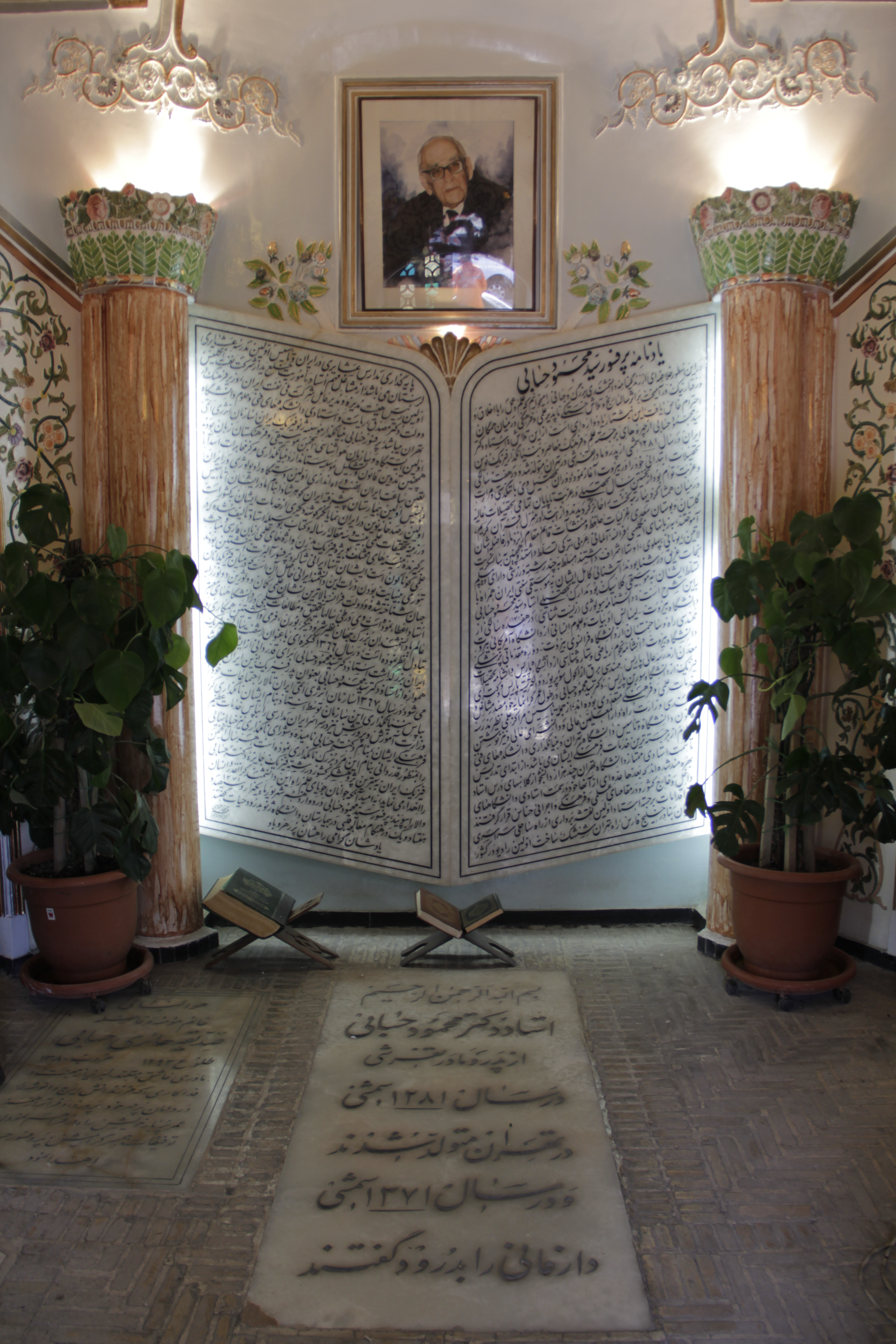

محمود حسابی در ۱۲ شهریور سال ۱۳۷۱ هجری شمسی در بیمارستان دانشگاه ژنو به علت بیماری قلبی درگذشت. آرامگاه (خانوادگی) وی در شهر تفرش قرار دارد.

## موزه پروفسور حسابی
اندک زمانی پس از مرگ حسابی در سال ۱۳۷۲، خانه او تبدیل به موزه‌ای شد که در آن وسایل شخصی، مدارک علمی و تحصیلی، نشان‌ها و تقدیرنامه‌ها و عکس‌های قدیمی و متن نطق‌ها و نوشته‌ها در آن به نمایش گذاشته شده است. این موزه در خیابان تجریش، خیابان مقصودبیک قرار دارد. که در گذشته چهارراه حسابی نامیده می‌شد.

## بحث پیرامون جایگاه علمی فرهنگی
پس از مرگ حسابی، در رسانه‌های ایران مطالبی غلوآمیز در خصوص آثار و جایگاه علمی وی و ارتباط وی با دانشمندانی چون آلبرت اینشتین منتشر شده است که مورد انتقاد برخی قرار گرفته است. از این مطالب می‌توان برای نمونه به طرح مسائل نادرستی همچون: «همکاری و ارتباط وی با آلبرت انیشتین و مقاله مشترک آن دو»، «تنها شاگرد ایرانی انیشتین بودن»، «بزرگ‌ترین فیزیک‌دان ایران بودن»، «مرد علمی سال بودن»، «دارا بودن نظریه‌ای نوین و اثبات شده در علم فیزیک» و «تحصیل همزمان و تخصص در رشته‌های مختلف» اشاره کرد. همچنین دیدگاه وی دربارهٔ زنان (مانند الزام مادرش به حجاب کارکنان درمانگاه گوهرشاد و امتناع از اعطای بورس تحصیلی به آلنوش طریان) نقد شده است
ایرج حسابی فرزند محمود حسابی در مصاحبه‌ای به مکاتبات پدرش با فیزیک‌دان زن فرانسوی و برنده نوبل فیزیک بنام دکتر لولا اشاره می‌کند درحالی‌که تاکنون تنها دو فیزیک‌دان زن موفق به دریافت نوبل فیزیک شده‌اند که درمیان آن‌ها نام چنین شخصی وجود ندارد.
برخی از چهره‌های دانشگاهی مانند رضا منصوریمهدی زارع و ضیاء موحد مبالغه دربارهٔ او را نکوهیده‌اند. برخی نیز مانند مهدی گلشنی ضمن نکوهش غلوهای زیاد دربارهٔ وی و البته نکوهش نقدهای تند، وی را فیزیک‌دانی متفکر دانسته است. ناصر مقبلی، استادیار و دستیار محمود حسابی نیز، خدمات حسابی را در پیشرفت و به روز کردن سپهر علمی ایران بسیار ارزنده شمرده و تلاش برای حفظ یاد او را درست می‌داند.
ایرج حسابی پسر محمود حسابی این نقدها را رد کرده است. وی در مصاحبه‌ای گفته است که پدرش هیچ عکسی با آلبرت انیشتین ندارد.
تصویر دیگری نیز وجود دارد که به او منتسب است و در حقیقت این تصویر متعلق به دیدار آلبرت اینشتین و فیزیکدان ترکیه ای بهرام کورشن اوغلو است.
همچنین تصاویر منتسب به محمود حسابی در کنار آلبرت اینشتین در حقیقت مربوط به ریاضی‌دان اتریشی، کورت گودل است.

## آثار
آثار به جای مانده از محمود حسابی در زمینه‌های فیزیک، زبان فارسی و پژوهش‌های فرهنگی شامل ۲۱ کتاب و مقاله است. برخی از مهم‌ترین آثار وی عبارتند از:

### کتاب‌ها
- کتاب‌های فیزیک دبیرستان ۱۳۱۸.[۵۵][۵۶][۵۷]
- ودکتابی در تفسیر امواج دوبر در شش رساله، دانشگاه تهران ۱۹۴۶.[۵۸]
- کتاب دیدگانی فیزیک دانشگاه تهران ۱۳۴۰.[۵۹]
- کتاب قانون تأسیس دانشگاه تهران، ۱۳۱۲[۶۰]
- کتاب نام‌های ایرانی، ۱۳۱۹[۶۱]
- کتاب آیین‌نامه امور مالی دانشگاه تهران، ۱۳۳۳[۶۲]
- کتاب دیدگانی فیزیکی، دانشگاه تهران، ۱۳۴۰[۶۳]

### مقاله‌ها
- مقاله ذرات پیوسته، در نشریه آکادمی علوم آمریکا ۱۹۴۷.[۶۴]
- مقاله اثبات نظری بیشتر بودن جرم ذرات شارژ شده به وسیله نور نسبت به الکترون (پیشنهاد تفسیر قانون جاذبهٔ عمومی نیوتون و قانون میدان الکتریکی ماکسول)، گزارش نشریه انجمن فیزیک آمریکا ۱۹۴۸.[۶۵]
- مقاله مدل ذرات بی‌نهایت گسترده، نشریهٔ فیزیک فرانسه ۱۹۵۷.[۶۶]
- «وندها و گهواژه‌های فارسی» ۱۳۶۸
- «فرهنگ حسابی» (انگلیسی به فارسی) ۱۳۷۲